# Sensation (Ausstellung)
Sensation war eine bedeutende Ausstellung von Werken der Young British Artists aus dem Jahre 1997.
Sie fand vom 18. September bis zum 28. Dezember in der Royal Academy of Arts in London statt.
Die 110 Werke wurden während der dreimonatigen Ausstellung von über 350.000 Personen besichtigt.
Die aus der Sammlung von Charles Saatchi bestrittene Ausstellung wurde später auch in Berlin (Hamburger Bahnhof) und New York (Brooklyn Museum) gezeigt. Sensation erhielt aufgrund umstrittener Kunstwerke reichlich mediale Aufmerksamkeit.

## London
Sensation wurde für die Royal Academy of Arts in London vom langjährigen Ausstellungssekretär Sir Norman Rosenthal und dem Sammler Charles Saatchi kuratiert. Bereits vor der Eröffnung gab es eine mediale Kontroverse über das Gemälde Myra von Marcus Harvey.  Als Vorlage diente dem Künstler ein häufig in britischen Zeitungen abgedrucktes Polizeifoto der Kindermörderin Myra Hindley. Das Bild besteht aus vielen kleinen Handabdrücken. Die Organisation „Mothers Against Murder and Aggression“ und Angehörige der Opfer forderten die Entfernung des Bildes aus der Ausstellung und protestierten vor dem Burlington House, dem Sitz der Royal Academy of Arts. Das Gemälde wurde durch zwei Attacken mit Tinte und Eiern beschädigt.

## Berlin
Sensation war im Hamburger Bahnhof in Berlin vom 30. September 1998 bis zum 17. Januar 1999 zu sehen. Während dieser Zeit ließ Charles Saatchi Werke der Young British Artists im Wert von 1,6 Millionen Pfund versteigern. Dies verursachte negative Reaktionen der Medien. Charles Saatchi und dem Hauptsponsor Christie’s wurde ein kommerzielles Interesse an Sensation zugeschrieben.

## New York
Vom 2. Oktober 1999 bis zum 9. Januar 2000 wurde Sensation im Brooklyn Museum in New York gezeigt. Der damalige Bürgermeister Rudy Giuliani verursachte eine mediale Kontroverse, indem er Chris Ofilis Werk The Holy Virgin Madonna als blasphemisch und krank bezeichnete. Das Gemälde zeigt die heilige Jungfrau mit dunkler Haut. Ofili verwendete unter anderem Elefantendung und Ausschnitte aus pornographischen Magazinen für seine Darstellung. Rudy Giuliani forderte noch vor der Eröffnung die Absage der Ausstellung und drohte mit einer Streichung der städtischen Subventionen für das Museum. An der Debatte beteiligten sich unter anderem George W. Bush, Hillary und Bill Clinton sowie David Bowie. Am 16. Dezember 1999 wurde das Bild mit weißer Farbe attackiert.

## Canberra
Infolge der Debatten in New York, Berlin und London sagte der Direktor der National Gallery of Australia, Brian Kennedy, die ab Juni 2000 geplante Ausstellung Sensation ab.

## Teilnehmende Künstler
Folgende Künstler nahmen an der Ausstellung teil:
| - Darren Almond - Richard Billingham - Glenn Brown - Simon Callery - Dinos Chapman - Jake Chapman - Adam Chodzko - Mat Collishaw - Keith Coventry - Peter Davies - Tracey Emin: Everyone I Have Ever Slept With 1963-1995 - Cerith Wyn Evans - Paul Finnegan - Mark Francis - Alex Hartley - Marcus Harvey Myra - Mona Hatoum - Damien Hirst: The Physical Impossibility of Death in the Mind of Someone Living - Gary Hume - Michael Landy - Abigail Lane - Langlands and Bell | - Sarah Lucas - Martin Maloney - Jason Martin - Alain Miller - Ron Mueck - Chris Ofili: The Holy Virgin Mary - Jonathan Parsons - Richard Patterson - Simon Patterson - Hadrian Pigott - Marc Quinn - Fiona Rae - James Rielly - Jenny Saville - Jane Simpson - Yinka Shonibare - Sam Taylor-Wood - Gavin Turk - Mark Wallinger - Gillian Wearing - Rachel Whiteread |

## Fotos der Ausstellung aus dem Brooklyn Museum Archive

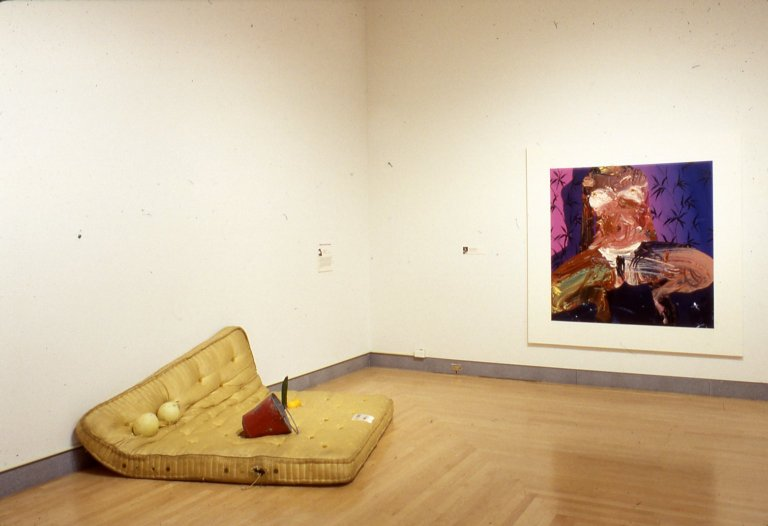
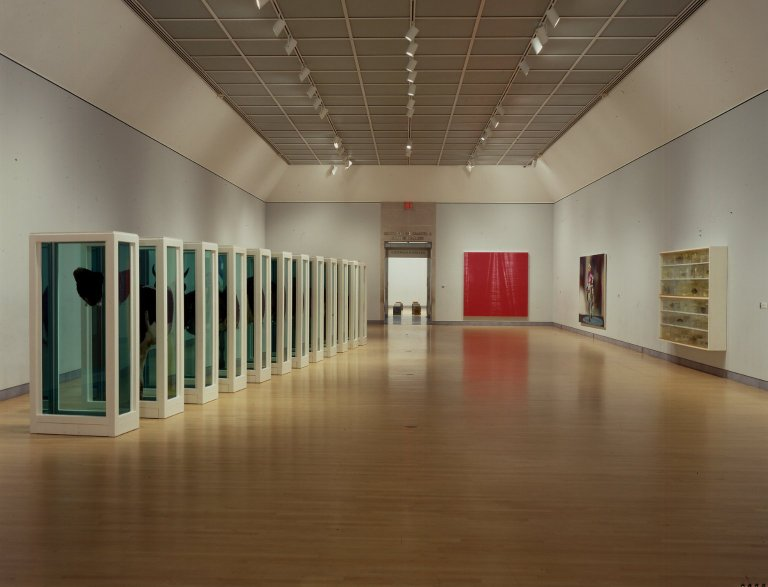
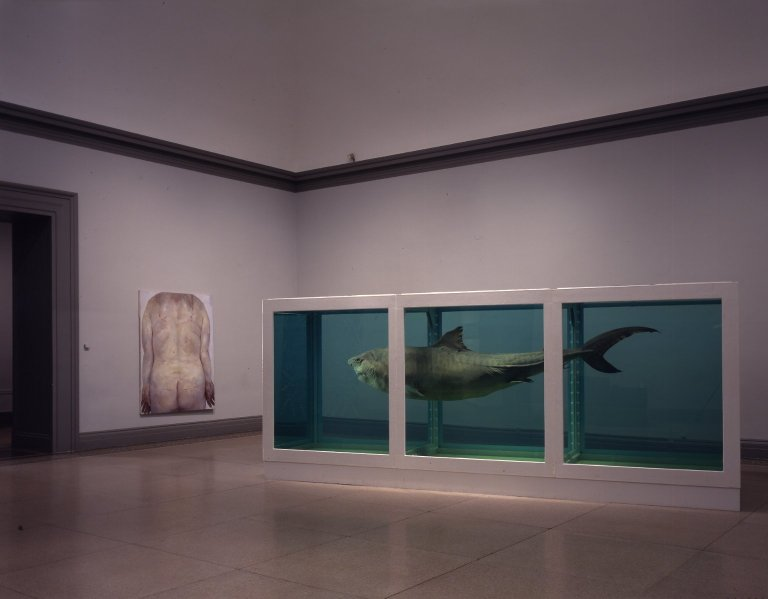
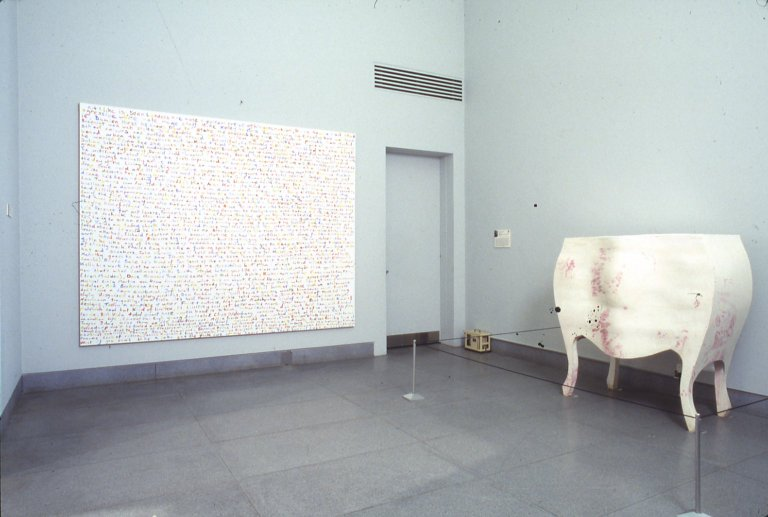
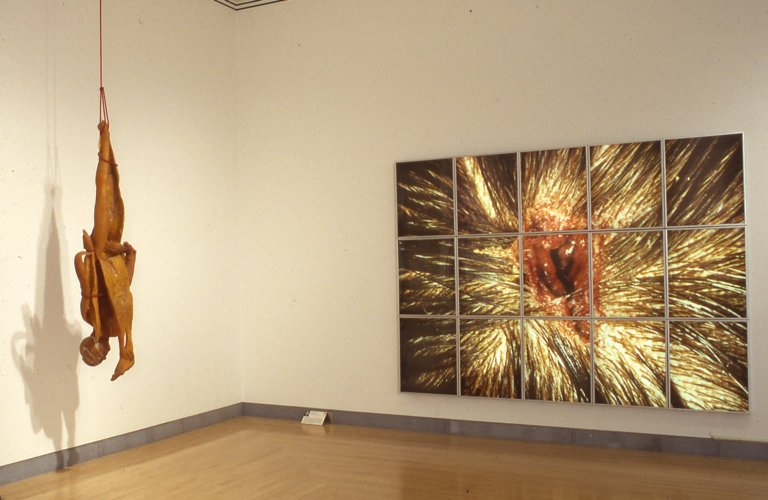
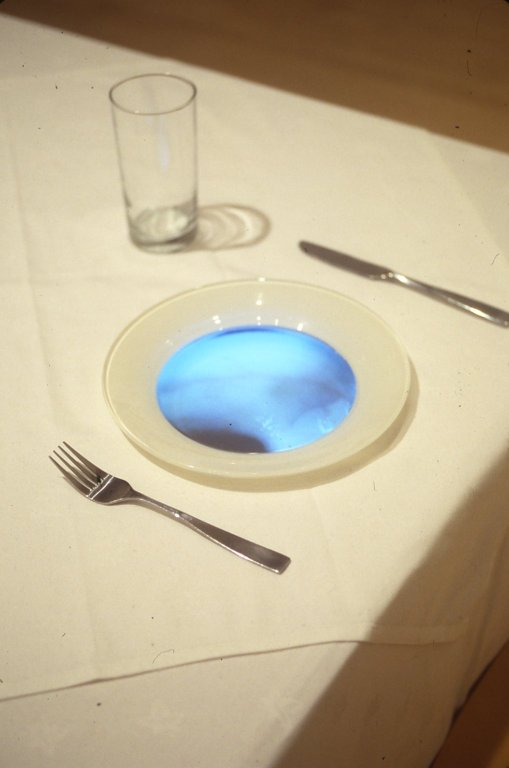
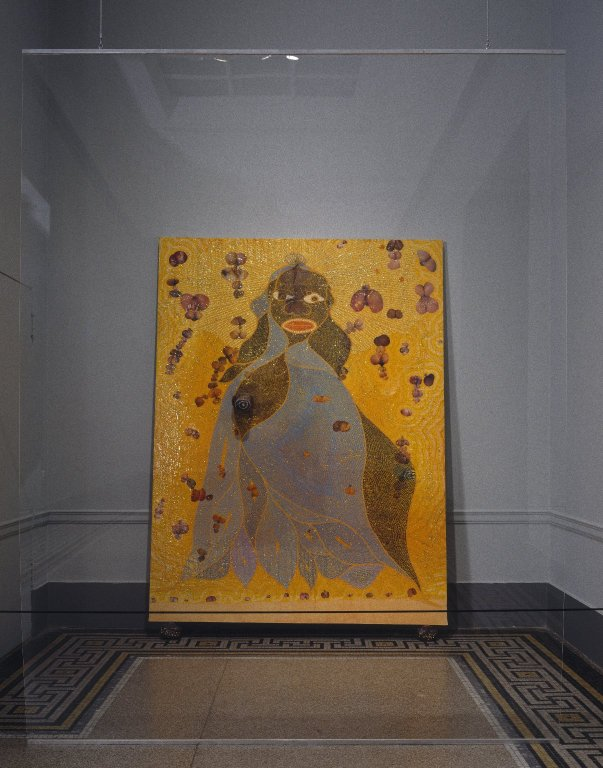
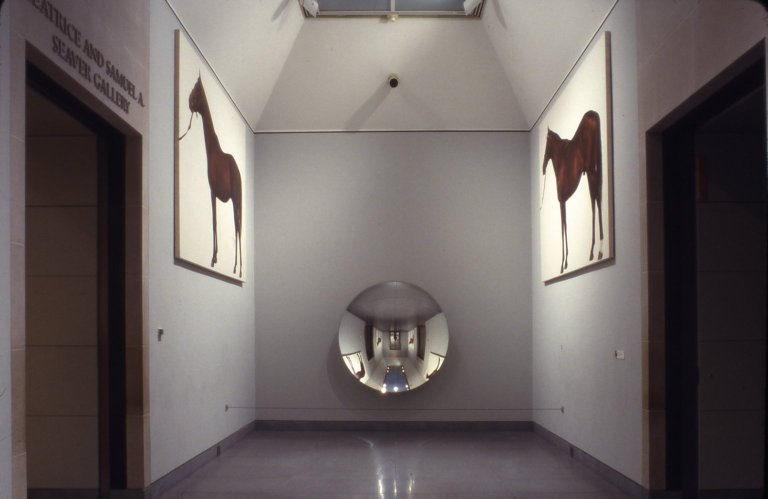
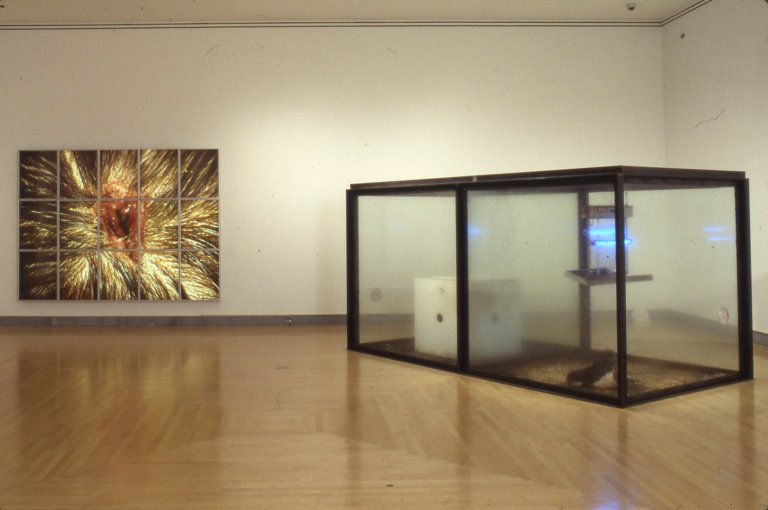
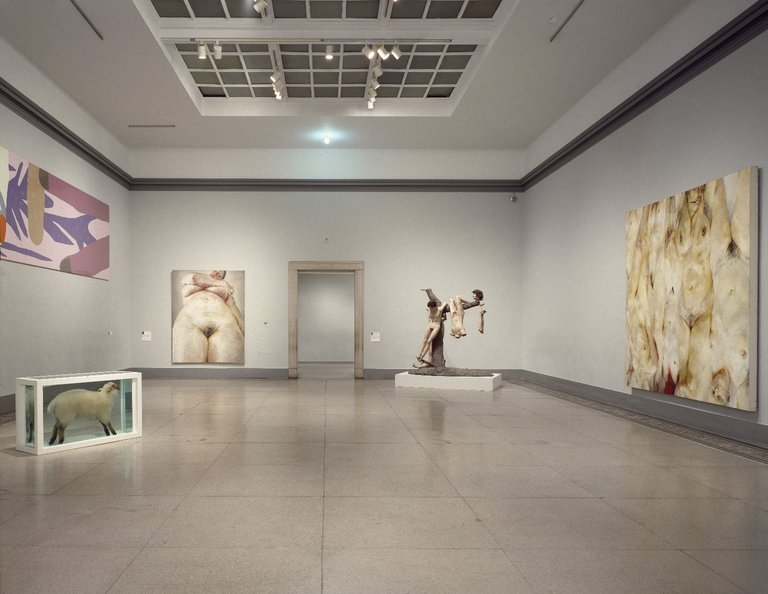
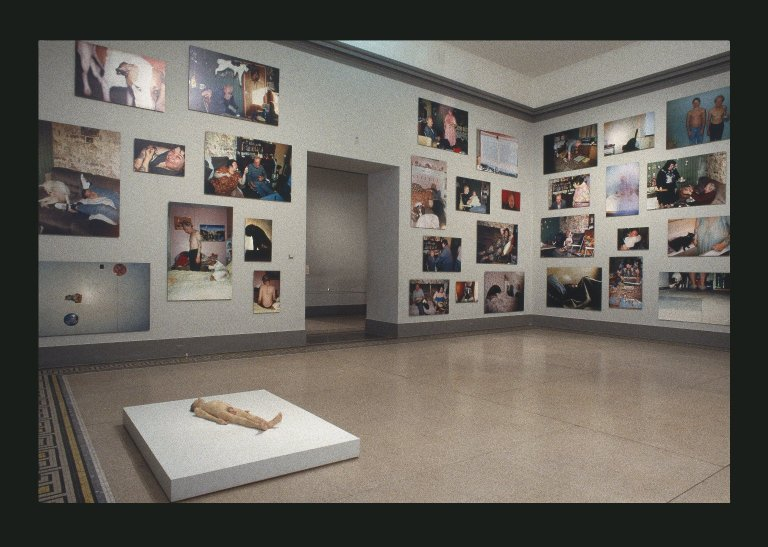
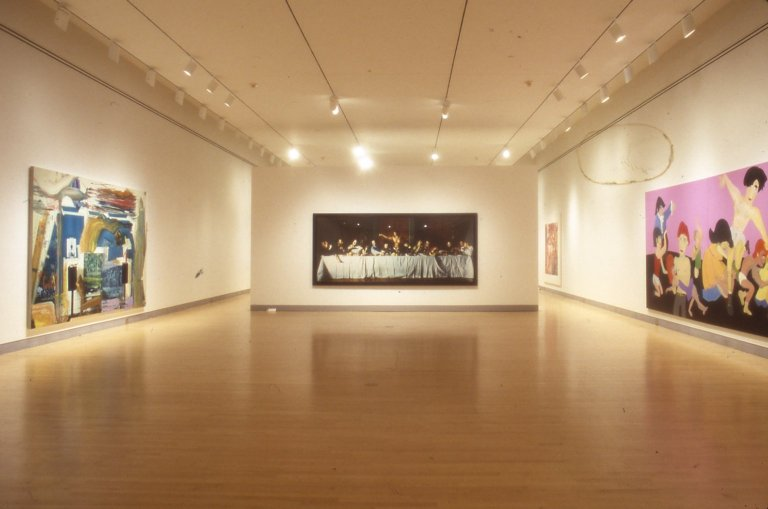
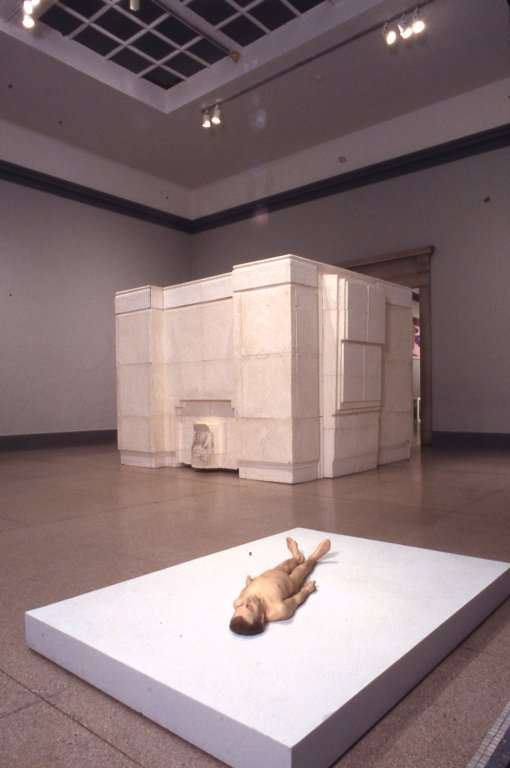
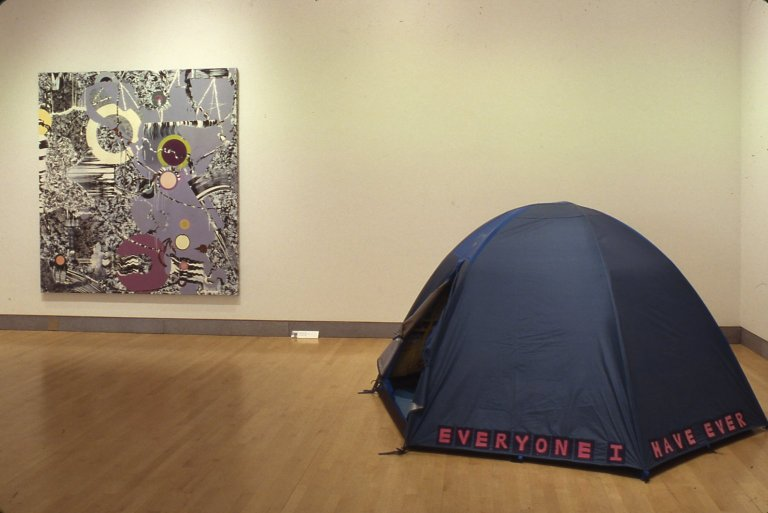
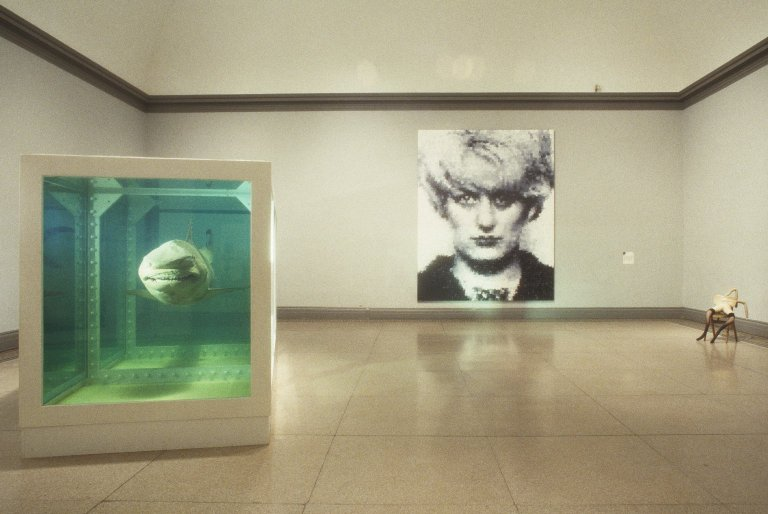
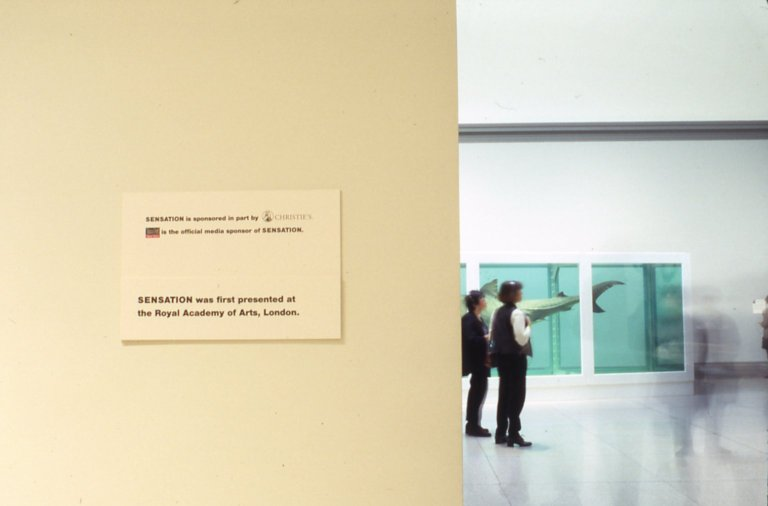
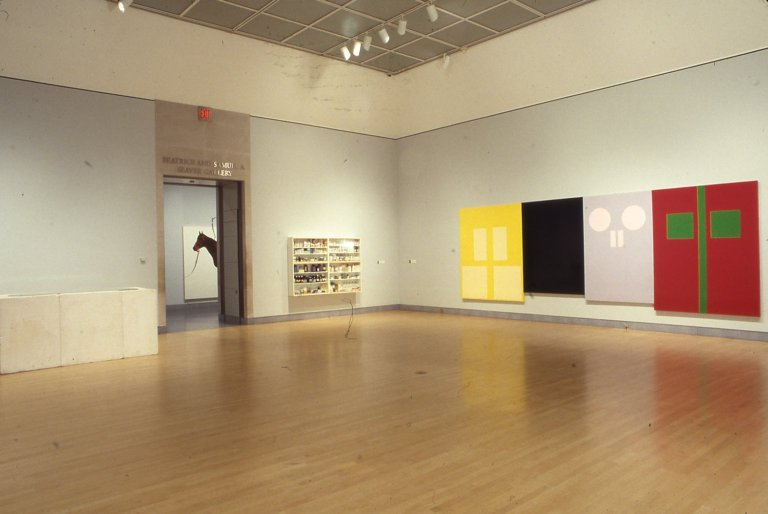